# Cantharocnemis somalius
Cantharocnemis somalius là một loài bọ cánh cứng trong họ Cerambycidae.